# Masacrul de la Treznea

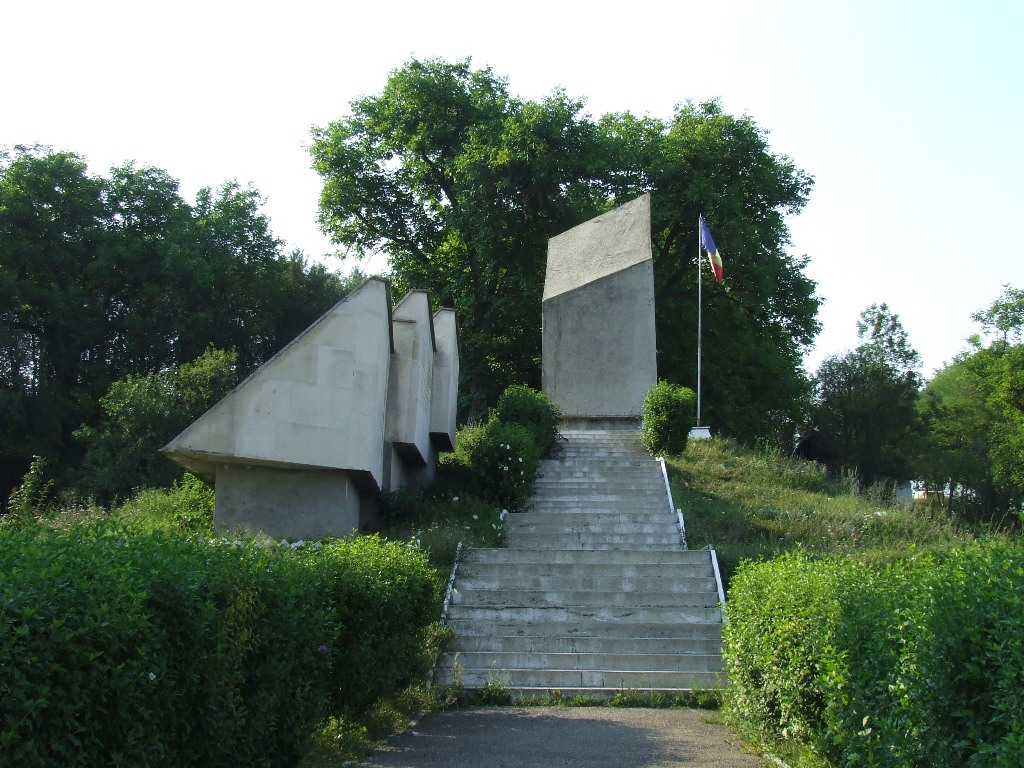

Masacrul din Treznea (Trăznea) a avut loc pe 9 septembrie 1940, în ziua în care trupele ungare horthyste, ca urmare a Dictatului de la Viena, au intrat în comuna Treznea, județul Sălaj. 

## Desfășurare

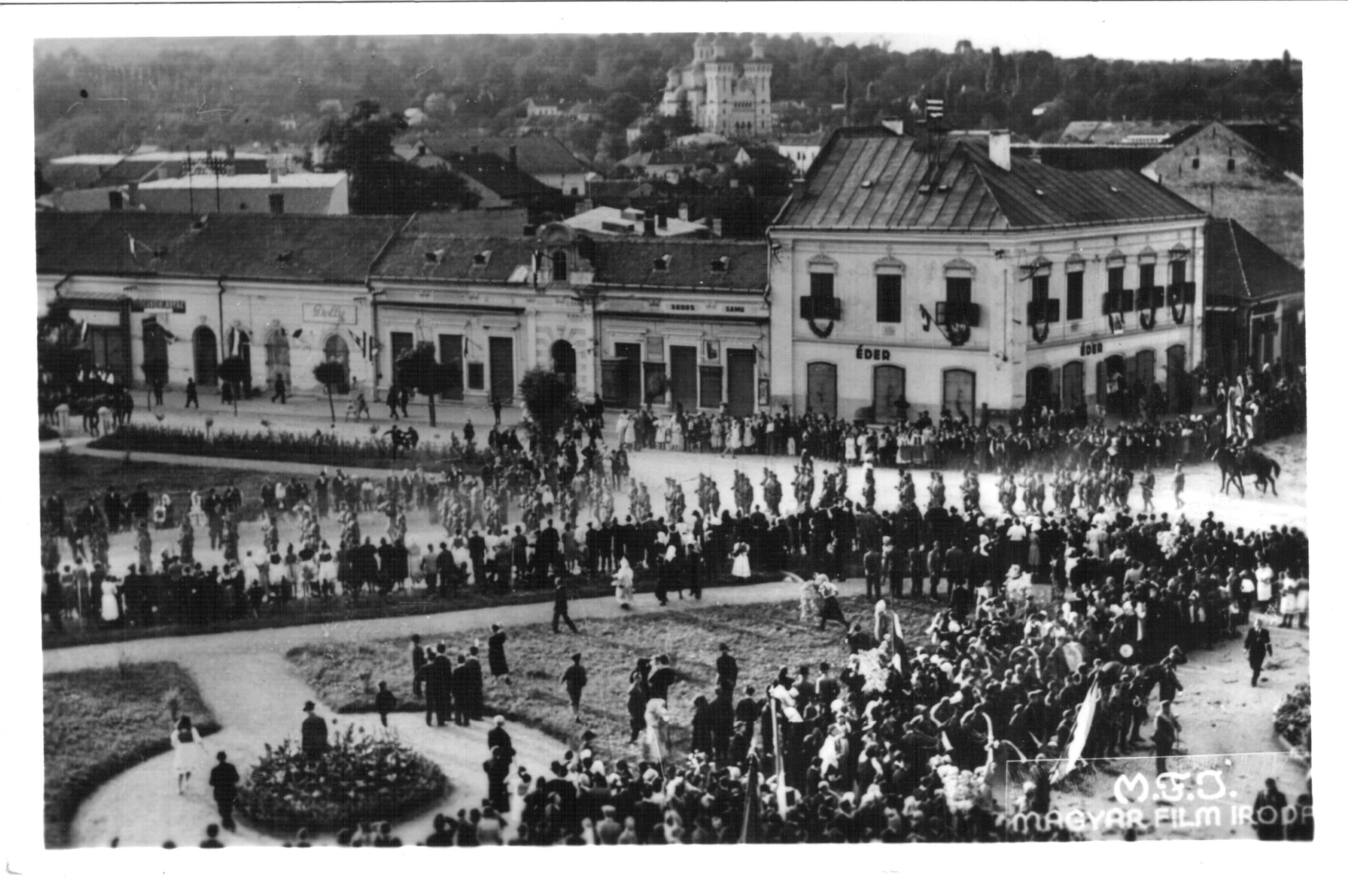
Trupele maghiare mărșăluiesc în Zalău in ajunul masacrului

După crimele din 8 septembrie 1940, când trupele armatei ungare au ucis 11 persoane în comuna Ciumărna, trupe maghiare aparținând batalionul 22 Grăniceri Debrețin, aflat sub comanda locotenentului Akosi, au intrat în comuna Treznea la data de 9 septembrie. După ocuparea satului, unitățile maghiare au dezlănțuit măcelul rămas în istorie sub denumirea de "Masacrul de la Trăznea". Primele victime au fost copii aflați cu vitele la păscut. Cadavrele lor au fost descoperite pe izlazul comunal. Români și evrei au fost masacrați cu focuri de mitraliere, străpunși cu săbiile și baionetele, iar casele atacate cu grenade și incendiate. În urma acestor incidente au murit 93 de persoane, dintre care 87 de români și 6 evrei.
Cotidianul "România nouă" din data de 1 ianuarie 1941, relata cazul lui Nicolae Brumar, român ridicat din propria sa casă de trupele ungare și împușcat lângă o căpiță de fân, împreună cu soția și cele două fiice ale sale. Cadavrele au fost descoperite ciopârțite cu baioneta. Un alt caz foarte cunoscut în epocă a fost cel al lui Vasile Mărgăruș. Acesta a fost străpuns cu baioneta în mai multe părți ale corpului și apoi împușcat în cap cu gloanțe model "dum-dum". Preotul ortodox a căzut de asemenea victimă trupelor horthyste. A ars în casa parohială care a fost incendiată. În Trăznea se aflau și 9 soldați români reîntorși acasă și demobilizați. Aceștia au fost împușcați cu efectele militare pe ei. Învățătorul și soția au încercat să se refugieze în comuna Pusta. Au fost prinși și aduși la sediul jandarmilor maghiari de la Agrij, de unde au fost duși pe un câmp și împușcați.

## Memoria supraviețuitorilor
Printre victimele masacrului de la Treznea se numără și familia muzicologului român Octavian Lazăr Cosma, președinte al Uniunii Compozitorilor și Muzicologilor din România (au fost uciși părinții săi, învățătorii Lazăr si Aurelia Cosma). În memoriile sale, profesorul Cosma evocă evenimentele sângeroase din 1940:
„Și vara anului 1940 avea să aducă reflexele militarismului regimurilor totalitare, fascist și comunist, o parte a teritoriului fiind pusă pe tavă horthystilor, Treznea intrând sub acest funest Diktat ce avea să schimbe cursurile multor vieți. Consecințele pentru sătenii Treznei au fost dezastruoase, la 9 septembrie 1940 trupele ungare au mărșăluit pe ulița principală, venind dinspre Zalău și îndreptându-se spre Buciumi și mai departe. La primărie, notabilitățile – primarul român, notarul, directorul școlii – le-au întâmpinat fără prejudecăți. Către orele amiezii, subțiindu-se rândurile trupelor, se părea că preluarea autorității se făcuse si pe raza comunei noastre, lumea își vedea de treburi, căci era o zi însorită de toamnă, culesul recoltei neputând aștepta, mai ales otava… Și, deodată, au răsunat împușcături, ce deveneau persistente, se auzeau strigăte de groază, neliniștea și neputința își dăduseră mâna, soldați înarmați se războiau cu femei casnice, cu pruncii, cu moșnegii; încep să ardă case, primăria este cuprinsă de flăcări, se aude o puternică detunătură din centrul comunei, care a băgat și mai mult oamenii în sperieți. Grupe de cătane răscoleau gospodăriile și, sub amenințarea baionetelor, se făceau coloane de nevinovați, care erau împușcați, găuriți cu baionete, conduși spre locuri unde urmau să fie executați. Motivul? Erau români. Localnicii unguri au reacționat cu bucurie, dar au existat și cazuri de reținere, căci nu se așteptau la un măcel. Groful Francisc Bay dispăruse, nimeni nu intervenea salvator… Bubuitura din sediul primăriei are o explicație simplă: la subsol era depozitată o cantitate mare de dinamită folosită pentru spargerea răzoarelor de piatră, necesară pavării drumului. Temperatura generată de flăcările ce cuprinseseră primăria a declanșat explozia, care a alertat trupele ocupante, derutându-le. Aceste trupe de închidere se aflau, după unii martori, sub influența alcoolului. Pe Meses, se zice, groful Bay cu oamenii săi au organizat o acțiune, cerând execuții în anume puncte. Erau vizați și intelectualii satului, preotul Traian Costea, care a fost împușcat și lăsat pradă vâlvătăilor care cuprinseseră casa parohială. Măcelul s-a derulat cu cruzime, nemenajând, în prima fază, pe cei care cădeau în calea armatei însetată de sânge. Nu numai români, deoarece printre victime au fost și evrei, inclusiv copii.”

## Imagini

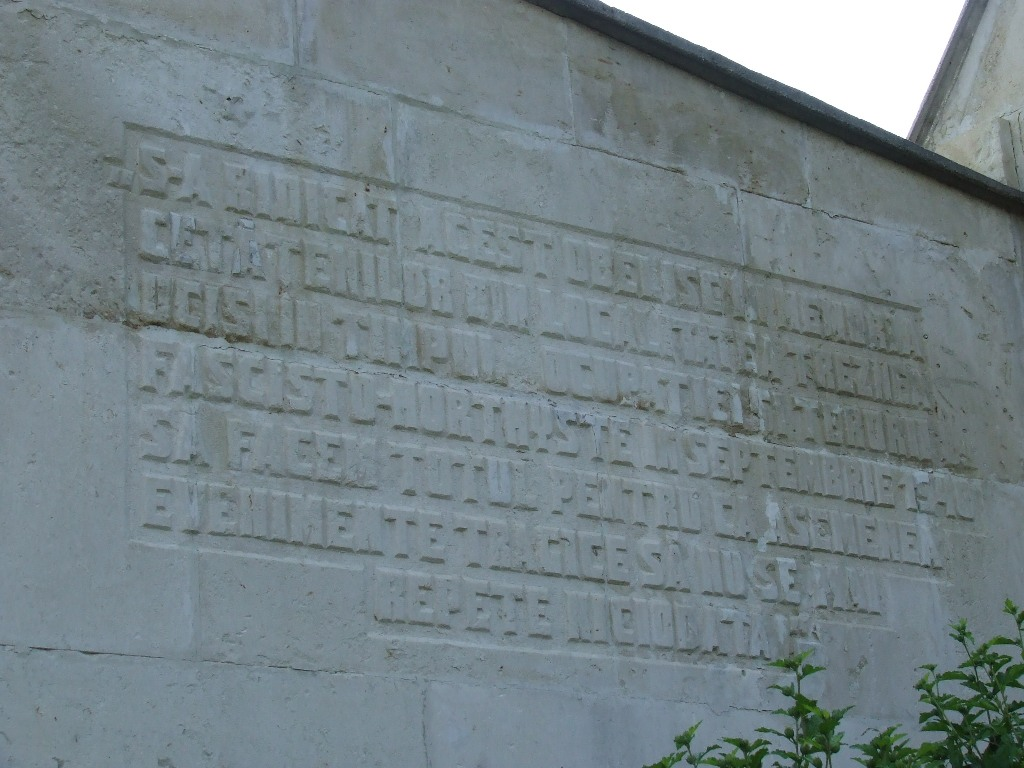

## Aprecieri ale publiciștilor străini
Lord Edmond Fitzmaurice, Foreign Office, Londra, a spus: „Atitudinea provocatoare a minorității maghiare față de români poate, de la un moment la altul, să dea naștere la revolte sângeroase, ale căror consecințe sunt incalculabile. Ungurii urmăresc o politică violentă și oarbă împotriva naționalităților supuse Coroanei, în mod deosebit împotriva românilor.”